# Tatort: Im Namen des Vaters
Im Namen des Vaters ist ein Fernsehfilm aus der ARD-Krimireihe Tatort. Der vom Hessischen Rundfunk produzierte Beitrag wurde am 3. Oktober 2012 beim Filmfest Hamburg uraufgeführt und am 26. Dezember 2012 im Ersten Programm erstausgestrahlt. Vorlage war Auf der Spur des Bösen von Axel Petermann und damit wie bereits zuvor bei einem Frankfurter Tatort eine wahre Begebenheit. Ungewöhnlich für die Krimireihe ist ein Split Screen als Stilmittel; er illustriert den möglichen Tathergang und die Auflösung der Täteridentität. Das Szenenbild verantwortete Olaf Schiefner.

## Handlung
Am Neujahrsmorgen wird im Frankfurter Gallusviertel die Leiche einer Frau mittleren Alters gefunden. Ihr Blut weist eine hohe Alkoholkonzentration auf. Die Kommissare Conny Mey und Frank Steier ermitteln deren Identität recht bald. In Verdacht gerät zunächst ihr Lebensgefährte und Ex-Häftling mit Hang zur Gewalt, Viktor Kemper. Wie das Opfer Agnes Brendel zu Lebzeiten auch, konsumiert er Alkohol regelmäßig und in großer Menge. 
Weiter finden die Ermittler heraus, dass sich die Getötete in der Silvesternacht in einer Kneipe aufhielt und u. a. zusammen mit dem jungen Pater Markus einen Schnaps zu sich nahm. Dieser sagt aus, er habe die Kneipe allein vor Mitternacht verlassen. Weiter gibt er an, die Frau habe noch mit einem Herrn weiter gefeiert. Nachdem der Kneipenwirt den Namen des Mannes nennt, statten die Ermittler dem alleine lebenden Wachmann Werner Krabonke einen Besuch ab. Dieser gibt an, er habe die Kneipe vor Mitternacht alleine verlassen und das spätere Opfer danach nicht mehr gesehen. Jedoch gerät auch er wegen zweifelhafter Angaben und einer verdächtigen Spur auf dem Fußboden in seiner Wohnung in das Visier der Ermittler. 
In der Zwischenzeit wird der ebenfalls noch verdächtige Pater von Viktor Kemper entführt. Ursächlich dafür war die unbedachte Aussage der Kommissarin Mey gegenüber dem Sohn Christian Brendel, der Pater habe das Opfer in der Mordnacht noch gesehen – was dieser wiederum zuvor dem Sohn gegenüber auf Nachfrage hin nicht zugab. Zusammen mit einem Komplizen versucht Kemper durch brutales Vorgehen, den Pater einzuschüchtern, um ihm so Informationen zum Tathergang zu entlocken. Mittels Mobiltelefon von Christian Brendel nehmen die Kommissare Kontakt zu Kemper auf, während der mitgenommene Krabonke auf dem Kommissariat verhört wird. Die verdächtige Spur auf dem Fußboden stellte sich zwischenzeitlich als Blut des Opfers heraus. Als Pater Markus gegenüber Kemper auf sein Beichtgeheimnis verweist, spitzt sich die Lage zu. Zur selben Zeit gesteht Krabonke den Mord, den er Pater Markus am Neujahrsmorgen in der Kirche gebeichtet hatte, und die Kommissare lassen diese Information den Entführern telefonisch zukommen, was den Pater vor Schlimmerem bewahrt.

## Resonanz
Geprägt war dieser Tatort auch vom Thema Kirche. Im Anschluss entfachten sich Diskussionen über das Für und Wider des Beichtgeheimnisses in der Katholischen Kirche. Der Focus hob besonders die schauspielerische Leistung von Paulus Manker als Viktor Kemper hervor. Auch wurde Manker für seine Darstellung für den Hessischen Fernsehpreis als bester Darsteller nominiert.